# Janne Grimholt
Janne Grimholt (født 5. oktober 1979 i Skien) er en norsk håndboldspiller som spiller for Gjerpen Håndball.
Hun har spillet 15 kampe og scoret 23 mål for det norske juniorhåndboldlandshold. Hun har spillet i Cup Winners' Cup 2005-06, 2006-07 og 2008-09